# Trnopolje
Trnopolje (cyr. Трнопоље) – wieś w Bośni i Hercegowinie, w Republice Serbskiej, w mieście Prijedor. W 2013 roku liczyła 2275 mieszkańców.